# Mục Đề Bà
Mục Đề Bà (chữ Hán: 穆提婆, ? – 577), họ gốc là Lạc, người quận Hán Dương, Tần Châu , sủng thần nhà Bắc Tề thời Nam Bắc triều trong lịch sử Trung Quốc.

## Xuất thân
Cha là Lạc Siêu, bị giết vì tội mưu phản, khiến Lạc Đề Bà cùng mẹ là Lục Lệnh Huyên chịu đày vào Dịch Đình. Lục Lệnh Huyên trở thành nhũ mẫu của Trường Quảng vương thế tử Cao Vĩ. Sau khi Trường Quảng vương Cao Trạm trở thành Bắc Tề Vũ Thành đế, Lục Lệnh Huyên giành được lòng tin của Hồ hoàng hậu, được thụ làm Nữ thị trung, chẳng những nắm quyền ở hoàng cung, mà còn liên kết với sủng thần là bọn Hòa Sĩ Khai, Cao A Na Quăng ở triều đình.
Vũ Thành đế truyền ngôi cho Cao Vĩ, tức là Hậu Chủ, Lục Lệnh Huyên tâu xin lấy con trai là Đề Bà vào hầu Hậu Chủ. Hai người sớm tối bên nhau, thân thiết không rời, chơi bời quấy phá, chẳng gì không làm.

## Thăng tiến
Thái thượng hoàng băng, Hậu Chủ nắm quyền, Đề Bà sớm được thăng làm Nghi đồng tam tư, rồi được gia Khai phủ, sau đó thụ Vũ vệ đại tướng quân, Tần Châu đại trung chánh. Năm Vũ Bình thứ 2 (572), Đề Bà được trừ làm Thị trung, chuyển ăn lộc quận Nhạc Lăng, đãi ngộ cực hậu. Tiếp đó Đề Bà được làm đến Thượng thư tả/hữu bộc xạ, Lĩnh quân đại tướng quân, Lục thượng thư, phong tước Thành Dương quận vương. Trong thời gian này, Lục Lệnh Huyên nịnh hót chiêu nghi Mục Hoàng Hoa, nhận Mục chiêu nghi làm con nuôi, còn tâu xin cho Đề Bà đổi sang họ Mục. Vì vậy sử cũ gọi ông là Mục Đề Bà.
Từ năm Vũ Bình thứ 3 (573), thế lực của hai mẹ con Lục Lệnh Huyên – Mục Đề Bà lên đến đỉnh cao: trong hoàng cung Lục Lệnh Huyên giúp Mục Da Lợi trở thành hoàng hậu duy nhất; ngoài triều đình, liên minh hai mẹ con – Tổ Thỉnh đã diệt trừ danh tướng Hộc Luật Quang. Trong khi Lệnh Huyên phô trương quyền lực, Đề Bà học theo Đường Ung, thu liễm bản thân, cẩn thận làm người. Tuy Đề Bà có nhân phẩm kém cỏi và phóng túng, nhưng tính hòa ái và thân thiện, không gây hại gì quá đáng. Đề Bà ưa thanh sắc, rất xa xỉ, thường bỏ buổi chầu, không có lòng dạ nào để làm việc, vì vậy chưa từng hãm hại người khác, nên được kẻ sĩ khen ngợi.

## Cái chết
Quân Bắc Chu nhắm đến Tấn Dương, Hậu Chủ bèn bỏ chạy về Nghiệp Thành (577), giữa đường Đề Bà bỏ rơi hoàng đế để đầu hàng kẻ địch. Việc này khiến Lục Lệnh Huyên phải tự sát, già trẻ trong nhà đều bị giết ở chợ, gia sản bị tịch biên.
Bắc Chu Vũ đế lấy Đề Bà làm Trụ quốc, Nghi Châu thứ sử. Trong năm ấy, Đề Bà bị kết tội mưu đồ chiếm cứ Nghi Châu, hưởng ứng Hậu Chủ. Đề Bà chịu chết, Hậu Chủ và chư vương Bắc Tề cũng vì việc này mà mất mạng.